# Lasioglossum bassanum
Lasioglossum bassanum är en biart som först beskrevs av Warncke 1982.  Lasioglossum bassanum ingår i släktet smalbin, och familjen vägbin. Inga underarter finns listade i Catalogue of Life.